# ابوعبدالملک بونی
ابوعبدالملک، مروانِ بونی (؟ - ۱۰۴۷م) (نسب: مروان بن علی، بونی اسدیِ قُطان) فقیه، مفسر، حافظ حدیث الجزایری در سدهٔ پنجم هجری/یازدهم میلادی بود. اندلسی‌اصل و منسوب به بونه (عنابه) بود و همان‌جا بزرگ شد. مدتی در قرطبه ساکن بود و از مشایخ آن روایت نمود، سپس به شرق سفر کرد.او در طرابلس پایتخت لیبی درگذشت  تفسیر الموطأ ی مالک اثر برجستهٔ اوست.